# Leptobotia
Leptobotia – rodzaj ryb karpiokształtnych z  rodziny Botiidae, wcześniej klasyfikowanej w randze podrodziny Botiinae w piskorzowatych. 

## Klasyfikacja
Gatunki zaliczane do tego rodzaju:
- Leptobotia elongata
- Leptobotia flavolineata
- Leptobotia guilinensis
- Leptobotia hengyangensis
- Leptobotia microphthalma
- Leptobotia orientalis
- Leptobotia pellegrini
- Leptobotia posterodorsalis
- Leptobotia punctata
- Leptobotia rubrilabris
- Leptobotia taeniops
- Leptobotia tchangi
- Leptobotia tientainensis
- Leptobotia zebra

Gatunkiem typowym jest Botia elongata (L. elongata).